# 保木邦仁
保木 邦仁（ほき くにひと、1975年12月22日 - ）は、日本の物理化学者、知能情報学者。電気通信大学大学院情報理工学研究科准教授。コンピュータ将棋 Bonanzaの開発者。

## 来歴
北海道出身。北海道札幌東高等学校、東北大学理学部卒業。同大学院理学研究科修士課程修了後、同大学院理学研究科助教。
2000年から2003年まで、学術振興会特別研究員として研究生活を送る。その後、トロント大学で研究生活を送っていた2005年に趣味としてBonanzaを開発。2006年の第16回世界コンピュータ将棋選手権で、初出場初優勝を飾り注目を集める（当時はカナダにいたため、代理人が出席）。当時、保木自身は、将棋についてはほとんど知らない初心者であった。
2007年に、Bonanzaとプロ棋士の渡辺明竜王の特別対局が組まれ話題となった。
その後は、東北大学高等教育開発推進センターの助教として就任、光駆動の分子モーターなどに関する研究を行っていた。
2010年8月からは電気通信大学先端領域教育研究センターに特任助教として着任。「知能情報学」分野で「思考型ゲームにおける合議法の展開と名人の知を超える人工知能の開発」「化学反応などに関する研究」を研究テーマとしている。2015年4月より電気通信大学大学院情報理工学系研究科の准教授に着任。引き続き知能情報学を研究分野とし、研究テーマは「思考型ゲームにおける高精度評価関数の設計及び人工知能の開発」。

## 経歴
- 1998.3 東北大学理学部 化学系卒業
- 2000.3 東北大学大学院 理学研究科 博士前期課程修了
- 2003.3 東北大学大学院 理学研究科 博士後期課程修了
- 2003.5 - 2006.5 トロント大学 博士研究員
- 2006.6 - 2007.3 東北大学大学院 理学研究科 研究支援者
- 2007.4 - 2010.3 東北大学大学院 理学研究科 助教
- 2010.4 - 2010.7 東北大学 高等教育開発推進センター 助教
- 2010.8 - 2015.3 電気通信大学 先端領域教育研究センター 特任助教
- 2015.4 - 電気通信大学大学院 情報理工学研究科准教授[2]

## 所属学会
- 人工知能学会
- 情報処理学会
- 分子科学会
- 日本化学会

## 論文・著書
- ボナンザVS勝負脳―最強将棋ソフトは人間を超えるか 角川書店 2007 渡辺明と共著
- 杉山卓弥, 小幡拓弥, 斎藤博昭, 保木邦仁, 伊藤毅志「将棋における合議アルゴリズム-局面評価値に基づいた指し手の選択-」『ゲームプログラミングワークショップ2009論文集』第2009巻第12号、2009年11月、59-65頁、NAID 170000080367。
- 保木邦仁, 金子知適, 横山大作, 小幡拓弥, 山下宏「あから2010勝利への道 : 2．あから2010のシステム設計と操作概要」『情報処理』第52巻第2号、情報処理学会、2011年2月、162-169頁、ISSN 04478053、NAID 110008507307。
- 鶴岡慶雅, 金子知適, 山下宏, 保木邦仁「あから2010勝利への道 : 4．清水女流王将 vs あから2010：コンピュータの思考過程を追う」『情報処理』第52巻第2号、情報処理学会、2011年2月、175-180頁、ISSN 04478053、NAID 110008507309。

## 受賞歴
- 2014年度日本情報処理学会 長尾真記念特別賞